# Jan Kotlarczyk
Jan Kotlarczyk   (Cracòvia, 22 de novembre de 1903 - Cracòvia, 18 de juliol de 1966) és un exfutbolista polonès de la dècada de 1930.
Fou 20 cops internacional amb la selecció polonesa. Pel que fa a clubs, defensà els colors de Wisła Kraków.

## Referències

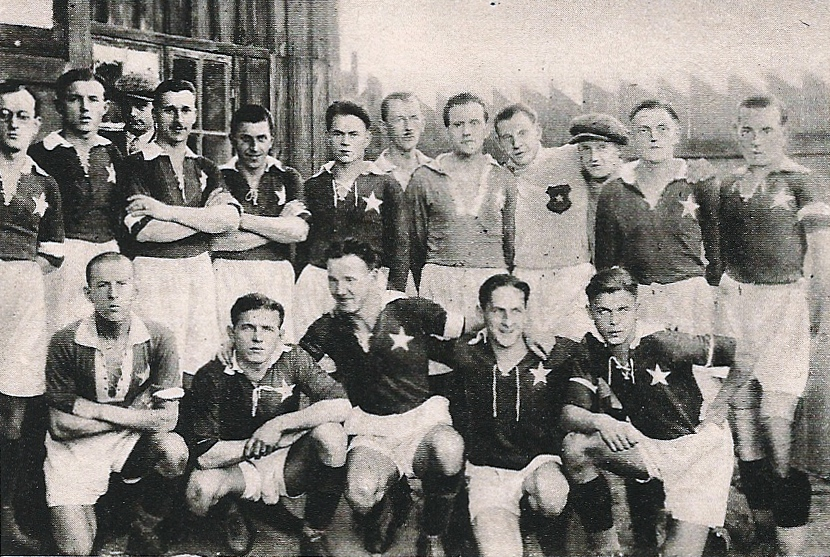
TS Wisła Kraków - campió de Polònia el 1927/28.